# Савково (Селивановский район)
Савково — деревня в Селивановском районе Владимирской области России, входит в состав Малышевского сельского поселения.

## География
Деревня расположена в 12 км на юг от центра поселения села Малышево и в 31 км на юго-запад от райцентра рабочего посёлка Красная Горбатка.
В окрестностях деревни Савково расположен один из съездов платной автомагистрали М12 «Восток» Москва — Казань — Екатеринбург.

## История
Деревня впервые упоминается в окладных книгах 1676 года в составе Захаровского прихода, в ней тогда было двор помещиков, 19 дворов крестьянских и 1 бобыльский.
В конце XIX — начале XX века деревня входила в состав Драчевской волости Меленковского уезда, с 1926 года — в составе Муромского уезда. В 1859 году в деревне числилось 22 дворов, в 1905 году — 30 дворов, в 1926 году — 51 дворов.
С 1929 года деревня являлась центром Савковского сельсовета Селивановского района, с 1940 года — в составе Никулинского сельсовета, с 1961 года — в составе Драчевского сельсовета, с 2005 года — в составе Малышевского сельского поселения.

## Население
| 1859 | 1905 | 1926 | 2002 | 2010 | 2021 |
| ---- | ---- | ---- | ---- | ---- | ---- |
| 103  | ↗187 | ↗277 | ↘10  | ↗23  | ↗32  |